# 1407
- Wikisource

| Calendário gregoriano                                                        | 1407 MCDVII                                           |
| Ab urbe condita                                                              | 2160                                                  |
| Calendário arménio                                                           | 856 – 857                                             |
| Calendário bahá'í                                                            | -437 – -436                                           |
| Calendário budista                                                           | 1951                                                  |
| Calendário chinês                                                            | 4103 – 4104 Início a 8 de fevereiro (aproximadamente) |
| Calendário copta                                                             | 1123 – 1124                                           |
| Calendário etíope                                                            | 1399 – 1400                                           |
| Calendários hindus - Vikram Samvat - Calendário nacional indiano - Cáli Iuga | 1462 – 1463 1328 – 1329 4507 – 4508                   |
| Calendário Holoceno                                                          | 11407                                                 |
| Calendário islâmico                                                          | 810 – 811                                             |
| Calendário judaico                                                           | 5167 – 5168                                           |
| Calendário persa                                                             | 785 – 786                                             |
| Calendário rúnico                                                            | 1657                                                  |
| Calendário solar tailandês                                                   | 1950                                                  |

1407 (MCDVII, na numeração romana) foi um ano comum do século XV do calendário juliano, da Era de Cristo, a sua letra dominical foi B (52 semanas), teve início a um sábado e terminou também a um sábado.
No reino de Portugal estava ainda em vigor a Era de César que já contava 1445 anos.
| Ano completo                   |
| ------------------------------ |
| Ano comum com início ao sábado |

## Eventos
- Fundação do Sultanato de Guzarate; Muzaffar Xá I declara a independência em relação ao Sultanato de Deli.

## Mortes
- 22 de abril — Olivier de Clisson, Condestável de França (n. 1326).
- 23 de novembro — Luís de Valois, Duque d'Orleães (n. 1372).
- Gonçalo Mendes de Vasconcelos — nobre português  (n. 1320).